# Javerdat
Javerdat [ʒavɛʁda] (okzitanisch: Javerdac) ist eine französische Gemeinde mit 702 Einwohnern (Stand 1. Januar 2022) im Département Haute-Vienne in der Region Nouvelle-Aquitaine. Sie gehört zum Arrondissement Rochechouart, zum Kanton Saint-Junien und ist Mitglied im Gemeindeverband Vienne Glane. 

## Geographie
Javerdat liegt an der Grenze zum Département Charente, etwa 25 Kilometer nordwestlich von Limoges. Umgeben wird Javerdat von den Nachbargemeinden Montrol-Sénard im Norden, Cieux im Norden und Nordosten, Oradour-sur-Glane im Osten und Südosten, Saint-Brice-sur-Vienne im Süden, Brigueuil im Westen sowie Montrollet im Nordwesten.

## Bevölkerungsentwicklung
| Jahr                       | 1962 | 1968 | 1975 | 1982 | 1990 | 1999 | 2006 | 2013 | 2020 |
| Einwohner                  | 624  | 591  | 559  | 555  | 528  | 523  | 600  | 711  | 693  |
| Quellen: Cassini und INSEE |      |      |      |      |      |      |      |      |      |

## Sehenswürdigkeiten

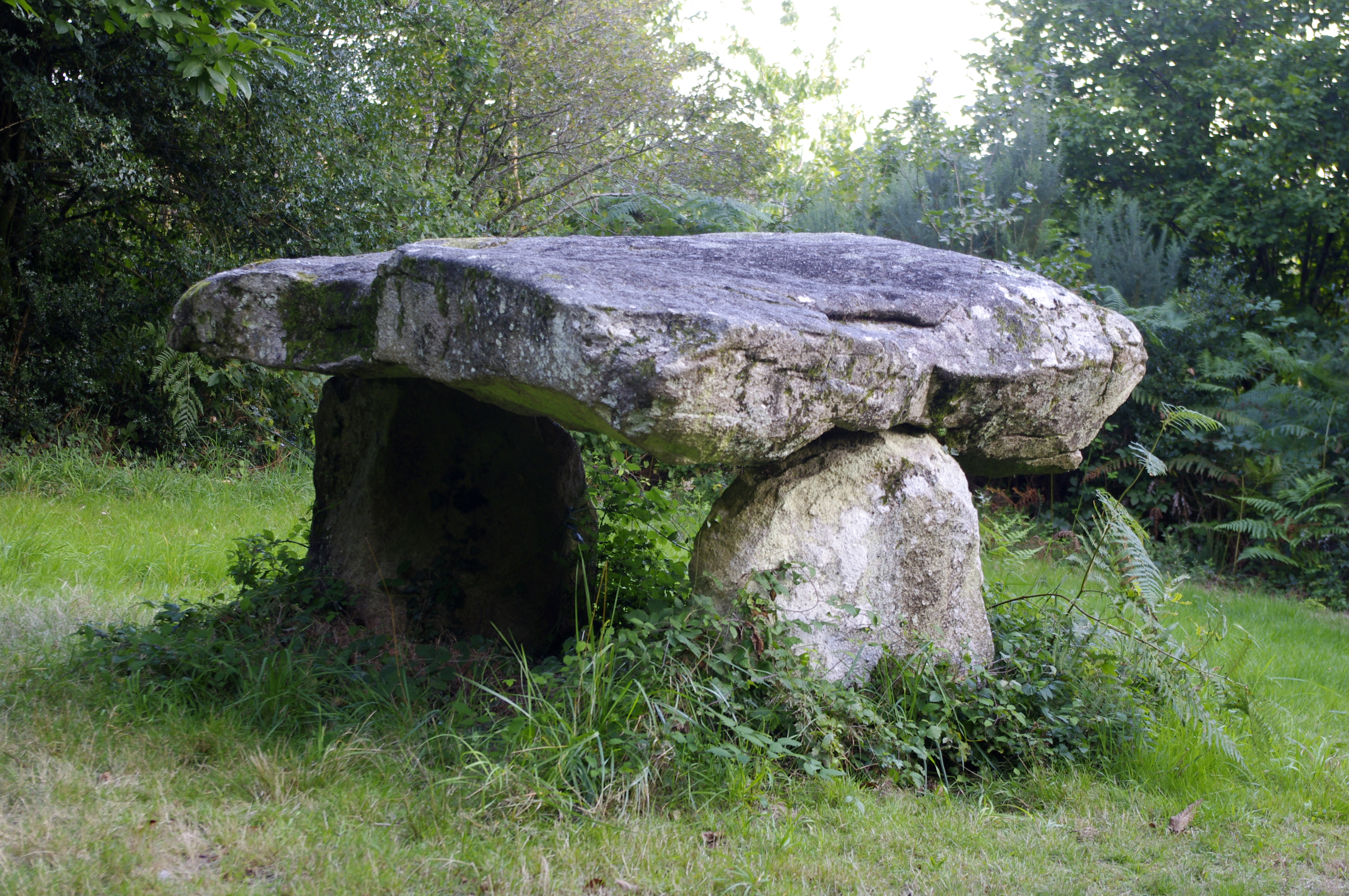
Dolmen von Rouffignac
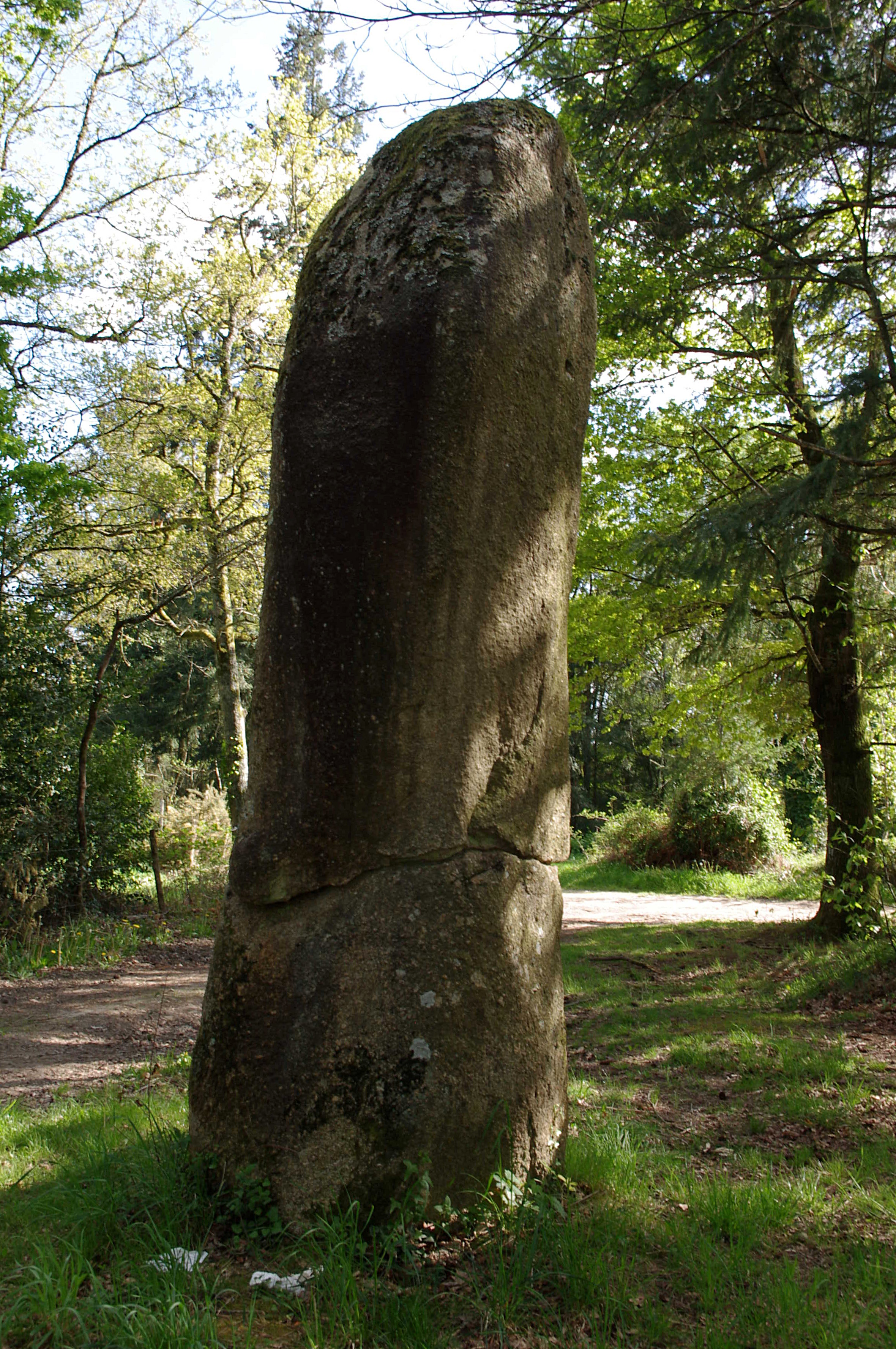
Menhir du Pic
- Kirche Saint-Blaise

- Dolmen von Rouffignac
- Menhir du Pic